# Kevin Michael Richardson
Kevin Michael Richardson  (Bronx, Nueva York, 25 de octubre de 1964) es un actor y doblador estadounidense. 
Como actor de voz se destaca su profunda voz, lo cual le permite realizar voces de villanos, robots u hombres robustos. Entre las voces hechas están las del Capitán Gantu en Lilo & Stitch, Goro en la película de Mortal Kombat, Sarevok en la serie de juegos de Baldur's Gate, Jolee Bindo en Star Wars: Knights of the Old Republic, el Joker en The Batman, Tartatus en el juego Halo 2, Steven Arlo Gator en la serie animada Queer Duck, y Pablo Mármol en las series animadas y películas actuales basadas en Los Picapiedra. Como actor tuvo un papel principal en la breve serie The Knights of Prosperity, emitida por la cadena ABC. 
Como actor entrenado, Richardson obtuvo reconocimiento como uno de ocho estudiantes de secundaria escogidos para un programa llamado "Arts '82" realizado por la Fundación Nacional por las Artes. Tras esto obtuvo una beca en la Universidad de Syracuse y una aparición en un comercial de PBS dirigido por John Houseman.
Actualmente Richardson vive en Los Ángeles con su esposa Mónica y sus dos hijos provenientes de su anterior matrimonio, Anthony y Michael.

## Filmografía
- Super Mario Bros.: la película (2023): Kamek (voz)
- Trolls Band Together (2023): Mr. Dinkles (voz)
- Trolls World Tour (2016): Mr. Dinkles (voz)
- F is for Family (2015): Rosie (voz)
- Los 7E (2014)
- The Batman (2014): Joker
- Ultimate Spider-Man (2012): Joseph Robertson
- Las tortugas ninja (2012): Shredder
- Mortal Kombat (2011): Shao Kahn
- Los Simpsons (2011)
- Los pingüinos de Madagascar (2008-presente): Maurice, el lémur.
- La leyenda de Spyro: la fuerza del dragón (2008) (videojuego): Terrador, Ermitaño y Jefe Prowlus
- The Spectacular Spider-Man (2008): Joseph Robertson
- Transformers Animated (2008): Omega Supreme
- La leyenda de Spyro: la noche eterna (2007) (videojuego): Terrador, Sniff y Galo
- Doctor Strange: The Sorcerer Supreme (2007): Barón Mordo
- TMNT (2007): General Aquila
- The Knights of Prosperity (2007): Rockefeller Butts
- The Wild (2006): Padre de Samson
- Leroy & Stitch (2006): Capitán Gantu
- Class of 3000 (2006): Big D, El Diablo
- Foster's Home for Imaginary Friends (2006): Foul Larry en la película "A la cacería del buen Wildo", Uncle Pockets, Omnizot.
- Clerks II (2006): Policía
- La escuela de sustos de Gasparín (2006): Kibosh
- Shorty McShorts' Shorts (2006): Admiral Bozzlebags
- Kingdom Hearts II (2006) (videojuego): Sebastián
- La leyenda de Spyro: un nuevo comienzo (2006) (videojuego): Terrador, El Conductor y Galo,
- La Hora Poderosa de Jimmy y Timmy 2 (2006): Morgan Freeman
- The Boondocks (2006): Martin Luther King, Jr., voces adicionales.
- The Emperor's New School (2006): Tavo
- The Happy Elf (2005): Derek, Tucker, el alcalde, Toady.
- Loonatics Unleashed (2005): Furia Taz, Doctor Coyote.
- Danger Rangers (2005): Bubble
- Avatar: la leyenda de Aang (2005): Tyro
- Halo 2 (2004) (videojuego): Tartarus
- Super Escuadrón Ciber Monos Hiperfuerza ¡Ya! (2004): Antauri
- The Batman (2004): El Guasón
- Megas XLR (2004): Comandante Glorft, Tiny
- Danny Phantom (2004): Skulker
- Higglytown Heroes (2004): Tío Lemmo
- Dave, el bárbaro (2004): Tío Oswidge, Rey Throktar.
- Teen Titans (2003): Mammoth, Trigon, voces adicionales.
- Like Family (2003): Ed Ward
- Viewtiful Joe (2003) (videojuego): Hulk Davidson, Fire Leo.
- Lilo y Stitch: La Serie (2003): Capitán Gantu
- Los padrinos mágicos (2003): Padre de A.J., voces adicionales.
- Xiaolin Showdown (2003): Pandabubba
- Star Wars: Caballeros de la Antigua República (2003) (videojuego): Jolee Bindo
- Crash Nitro Kart (2003): Crunch Bandicoot
- La Momia: La Serie Animada (2003): Minotauro
- The Matrix Revolutions (2003): Deus Ex Machina
- Stitch! The Movie (2003) Capitán Gantu
- Kingdom Hearts (2002): Sebastián
- The Powerpuff Girls Movie (2002): Rocko Socko, Ojo Tango.
- Ratchet & Clank (2002) (videojuego): Presidente Drek.
- Lilo & Stitch (2002): Capitán Gantu
- Battle Force Andromeda (2002): Narrador
- The Ripping Friends (2001): Voces adicionales
- Crash Bandicoot: la venganza de Cortex (2001): Crunch Bandicoot
- La familia Proud (2001): Omar, Dr. Payne, voces adicionales.
- Invasor Zim (2001): Voces adicionales
- House of Mouse (2001): Príncipe John, Cuervo
- Clerks: La Serie Animada (2000): Voces adicionales
- Static Shock (2000): Robert Hawkins, Kangor
- Big Guy and Rusty the Boy Robot (1999): Garth
- Padre de familia (1999): Voces adicionales
- El laboratorio de Dexter (1999): Action Hank
- Los PJ (1999): Sr. Hudson, Rasta Man
- The Powerpuff Girls (1998): El Coco
- Voltron (1998): Hunk, Zarkon
- Hércules (1997): Hefaistos (dios del fuego), Quirón
- Las nuevas aventuras de Batman (1997): Líder Mutante
- Road Rovers (1996): Exile the Russian Husky
- Homeboys in Outer Space (1996): Vashti
- Aventuras del Libro de las Virtudes (1996): Plato
- Mortal Kombat (1995): Goro